# Лока-при-Жусму
Лока-при-Жусму (словен. Loka pri Žusmu) — поселення в общині Шентюр, Савинський регіон, Словенія. 
Висота над рівнем моря: 246,9 м.